# Stadio Azzurri d'Italia (Castellana Grotte)
Lo stadio Azzurri d'Italia sorge in un quartiere della periferia di Castellana Grotte ed è il principale impianto polisportivo della città, dotato anche di un campetto di calcio a 6 nel retro. È conosciuto soprattutto dal punto di vista calcistico, essendo sede delle partite interne del Castellana e del settore giovanile del Calciomania Castellana.
Dal 2014 ospita gli allenamenti e le partite interne del Martina Franca settore giovanile del Campionato nazionale Dante Berretti
Lo stadio dispone di 2 tribune con posti a sedere una opposta all'altra; gli spogliatoi sono molto originali all'esterno, costituiti da 4 torri triangolari con i 3 colori della bandiera italiana e una con il colore della maglia della nazionale italiana, ovvero l'azzurro.
Il campo viene frequentato da oltre 80 anni, e ha visto disputarvi diversi campionati del Castellana tra Promozione, Eccellenza, Serie D e anche Serie C.

## Attività extracalcistiche
Nel 2003 lo stadio mise a disposizione un maxischermo per poter vedere la finale di Champions League tra Juventus e Milan.